# NGC 4216
NGC 4216 је спирална галаксија у сазвежђу Девица која се налази на NGC листи објеката дубоког неба.
Деклинација објекта је + 13° 8' 52" а ректасцензија 12h 15m 54,0s. Привидна величина (магнитуда) објекта NGC 4216 износи 10,3 а фотографска магнитуда 11,1. Налази се на удаљености од 18,597 милиона парсека од Сунца. NGC 4216 је још познат и под ознакама UGC 7284, MCG 2-31-72, CGCG 69-112, VCC 167, IRAS 12133+1325, PGC 39246.